# 大泉洋のサンサンサンデー
『大泉洋のサンサンサンデー』（おおいずみようのサンサンサンデー）は、HBCラジオで毎週日曜日に放送していたラジオ番組。大泉洋の冠番組である。

## パーソナリティ
- 大泉洋（TEAM NACS）
- オクラホマ（河野真也・藤尾仁志）

## スタッフ
- 氏家 - チーフディレクター。フルネームは氏家誠一。HBCメディアクリエート所属。「ジーコ氏家」を自称する、HBCの敏腕ディレクターで部長。ジーコの由来はオクラホマに「お前ら、俺は天才だからジーコと呼べ」と言い張った事に由来。サンサンサンデースタート時からのディレクターであり、番組開始後、ヒラ→主任→副部長→部長と出世しているが、大泉からは「トークを聞いて爆笑してるだけの人」「仕事は「曲」「CM」と書いてあるうちわを見せるだけ」「ただの小デブのオッサン」「本当、クビになんねぇかな」など、しばしば揶揄される。大泉は完全にダメディレクターの烙印を押しており、なぜ部長になれたのかが理解できていない。「氏家さんの会社の社長は子供でテキトーに部長に選ばれたんだろう」と発言したり、オクラホマがマサイに氏家が出世した理由を聞いたところ「年齢（年功序列）」と答えたという話を聞き、「氏家さんが部長になれるなら同期は社長（になれる）」と発言した事も。番組終了後は、TEAM NACSの森崎博之が出演する、後継番組『森崎博之のジャンジャンジャンプ』を担当。
  - 藤尾によると放送機材の操作ができず、放送機材の操作は後述のマサイが行っている。マサイ不在の時に、機材の操作ができずに部下のミキサーに電話して操作方法を教えて貰うという失態を犯している。『山ちゃん美香の朝ドキッ!』や『カーナビラジオ午後一番』のディレクターも担当。大泉の結婚披露宴に大遅刻し、顰蹙を買った事も。
- マサイ - サブディレクター兼ミキサー。女性。出演者からは「ジーコよりしっかりしている」と評されている。

## 放送時間
- 2002年4月～9月 毎週日曜15:00～16:00
- 2002年10月～2005年3月 毎週日曜15:05～16:55
- 2005年4月～9月 毎週日曜20:00～21:00
- 2005年10月～2013年12月 毎週日曜22:00～23:00

放送時間は、当初毎週日曜の昼間時間帯（開始当初は1時間番組、すぐに15:05～16:55の2時間番組）だったが、道内リスナーからの「夜に自宅でゆっくり聞きたい」という要望があった上に、道外からも「道外でも受信できる夜間時間帯に変更してほしい」という要望が多数寄せられた事と北海道日本ハムファイターズの日曜日に行われるデーゲームの中継を増やすために、2005年4月より夜間の1時間枠(20:00～21:00)に変更された。
2005年10月8日からは再度放送時間が変更され、22:00～23:00の放送になった。放送日の北海道日本ハムファイターズの試合がナイターの場合はナイター中継が優先で放送されるため、15:00～16:00に放送時間が繰り上げられる。ただし、ファイターズの試合の開始時間が17:00の場合は通常の時間帯に放送する。
また、放送終了後のステーションブレイク（SB）が22時59分00秒に開始し、他と比較して長時間の放送となっている。昭和産業のスポンサー降板後はCMなしで59分間丸ごとの放送となっている。

## 概要
- 2011年に音尾琢真が出演する『音尾琢真のアタックヤング』（STVラジオ）の終了後は、TEAM NACSメンバーがAMラジオで担当する唯一のレギュラー番組であったため、道外の聴取者も多かった。
- 特徴は「大泉洋の自慢話が延々と続くこと」と「番組や出演者に対する批判メール（聴取者としてはアドバイスのつもり）も余すところなく紹介する」という点である。ただし大泉に対する批判や、戸次重幸などのファンに対しては非常に辛辣なリアクションを見せる。大泉を褒め称える内容のメールであると機嫌がよくなり、勝手にお釜にポンをプレゼントしようとして河野に怒られる事もある。
  - この点に関して、書籍「NACS HOLIC」の中で大泉は「当たり前だ!!」と記している。
- 大泉、オクラホマが話の中心であるが、大泉のマネージャーや担当の氏家ディレクターがトークの俎上に載せられることがしばしばあり、特にマネージャーに至っては初期から断続的に続いていた「寝ボケ企画」の常連であった。そのため、はがきには大泉、オクラホマの他、2人の名前を書いてくるリスナーが多い。
- この番組ではリスナー（特に大泉ファンの女性）の事を「仔猫ちゃん」と呼んでいる。だが「大泉は猫恐怖症なのに仔猫ちゃんはおかしい」という意見が寄せられた事もあり、変更も検討されたが有耶無耶のまま「仔猫ちゃん」となっている。
- 大泉が出演した全国放送の番組やテレビドラマについては、たとえ他系列の番組であっても裏話が披露される。披露後には必ず「その（他局番組が放送される）時間はHBCを見てください」と付け加えている。ただし、HBCのキー局であるTBS製作の番組に出演した事は少なかったため、『99年の愛〜JAPANESE AMERICANS〜』の裏話をした際もいつもの癖で「その時間はHBCを見てください」と言ってしまい、河野に「HBCでしょ」と突っ込まれた。他局の番組名をイニシャルで言ったり、「水曜どうでしょう」を「何曜どうでしょう」などと言い、番組名を濁して伝えようとするが、結局バレてしまうというやりとりは定番となっている。
- 番組冒頭で「○月○日日曜日、午後10時を回りました」と告知（というよりシャウト）するなど、生放送の雰囲気を味わえるようになっているが、原則として水曜にHBCラジオ第2スタジオで事前収録している。生放送であるか、録音であるのかについては収録の冒頭部分で述べられることが多い。
- 聴取率調査週間（ハッピーウィーク）のほか、大泉のスケジュールによっては第3スタジオより生放送される場合がある。生放送時は、インターネット「見えるスタジオ」で放送中のスタジオの様子を見る事ができる。
- 大泉のスケジュールの都合により、大泉は東京のラジオ用貸しスタジオから、オクラホマはHBCラジオのスタジオから出演して、2元生放送（収録）される場合がある。
  - 放送開始当初はオクラホマにこの番組以外の仕事が殆どなく、河野曰く「週休6日」、「週6でオクラホマ企画の打ち合わせでHBCにいた」というほどであったが、後期は3人のスケジュールが合わずに、河野か藤尾が電話出演になることもあった。
- 氏家ディレクターの作る台本（オープニングの挨拶や番宣CMの台本）は、ほぼ毎回出演者の3人に駄目だしされる。
- オープニング直後やCM前にかかる曲は、氏家ディレクターによる趣味（80年代後半から90年代前半にかけてのJ-POP 例：BOØWY、BARBEE BOYS）が色濃く反映される。ただし、大泉のトークが長引き簡単に曲を飛ばすことがよくある。またインディーズのガールズバンド、カーリーガーリィをプッシュしており、実際に出演も果たした（2005年11月20日、第188回）。この他「HBCラジオ今月の推薦曲」や、大泉に関係するタレントの曲（例：『パパパパパフィー』で共演したPUFFY、大泉と仲が良い福山雅治、同じ事務所の月光グリーン）がかかる場合もある。あと理由は不明だがSuperflyもよくかかる。
- 基本的には大泉のフリートークとメールテーマを読むのみでコーナーは、不定期で行われる「教えてアニキ（アニキ助けて）」（大泉に悩みを解決してもらうコーナー）と「オクラホマ企画」のみである。フリートークが長引いてメールテーマがほとんど読まれないこともよくある。
- メールテーマはオクラホマが考えている。殆どは河野の案が採用されるが、まれに藤尾の案が採用される。
- 「オクラホマ企画」においてはロケでかかった費用を全て領収証を取り、大泉に請求して大泉が呆れ気味に怒るのがお約束になっていた。神社のおみくじでも領収証を貰ってきた事もある。
- 2004年4月から2011年3月までは昭和産業が提供スポンサーで、同社の商品「お釜にポン」のCMが流れていた。「お釜にポン」のTVCMにオクラホマが出演するようになってから、売り上げが大幅にアップした（「お釜にポン」のアカペラCMの歌声は、広告代理店のディレクターである「蜷川さん」が歌っていた）。
  - 毎回プレゼントとして、「お釜にポン」の50粒・15粒が当たっていた。誰にプレゼントを贈るかは河野に完全なる決定権があり、大泉も口出しはできなかった。以前は100粒・30粒・15粒だった。
- 大泉が映画『清須会議』に出演したことを機に、『清須会議』の監督である三谷幸喜が電話出演する「三谷幸喜のコウコウコウキー」のコーナーが2013年にあった。
- 2013年12月に番組は終了するが、終了の理由は大泉が映画『駆込み女と駆出し男』の撮影（翌2014年2月から4月にかけて行われた[1]）に集中したいためであったことが後に明らかになっている[2]。
- 2020年5月24日には、特別番組『今こそ笑おう！スペシャル「復活！大泉洋のサンサンサンデー」』として、15時から17時まで生放送（大泉は東京のスタジオから、オクラホマはHBCのスタジオから出演）され、約6年半ぶりに復活した[3]。

## オープニング・エンディング曲
- オープニング

The Hustle (Van McCoy)
- エンディング

There Must Be An Angel (Eurythmics)

## 番組内のエピソード
- 幻の放送事件
2時間時代、特別番組の放送で1時間の放送になるのにジーコ氏家が全く知らず、番組を2時間分丸々録音、結局前半1時間分のみを流して後半はお蔵入りになる事件が発生した。後半パートでオクラホマが告知をしたが当然放送されず、当然リスナーからの反応が全く無かった。この事件以降、大泉はジーコ氏家をダメディレクター、無能ディレクター扱いしており、以後たびたびネタにしている。
- 「貴さん乱入」事件
2004年7月11日の放送で、TBS『うたばん』の企画で石橋貴明がわざわざ来道して番組収録中のスタジオに乱入した（ただし、来ることは事前に知らされていた）。番組のポスターに写っている大泉の顔写真に落書きしたり、自分の新曲を勝手にかけたり、大泉の進行をそっちのけにするなどした。河野は自分のボケに突っ込んでくれたり体の大きさをイジってもらえたことに感激していた。
- 「藤尾の住所ばらされる」事件
この番組の中で藤尾は自宅の住所（美園のびっくりドンキー平岸店【2011年閉店】の裏）をばらされ、ファンが自宅に押しかけてきたために引越しをするということになった。HBC-BB内のオクラホマ企画では、藤尾の新居（中央区）に結界を設置するために河野が訪問する回があるが、そこでも住所を暴露されている（音をかぶせているため実際にはわからない）。河野の住所も遠まわしに暴露されており（最初に暴露されたのは河野の方）、同じマンションの住人から葉書が来るなど、もはや泥仕合と化している。映画『river』の舞台挨拶では、自己紹介で「豊平区の美園に住んでいます」と言っている。
- オクラホマの単独MC
2005年8月28日の放送は、事前に収録したものが諸事情により放送できず、代わりの収録をしようにも大泉はTEAM-NACS全国公演で時間が全く取れず出演が不可能になったため、いつもは大泉にいじられているオクラホマが単独でMCを担当した。その日に初めて『サンサンサンデー』を聞いたリスナーから届いたメールに対し、大泉は「それは災難でしたね」とコメントした。
2009年11月1日は、プロ野球日本シリーズ実況中継のため、15時からの繰上げで、かつ生放送となった。この日、大泉はテレビドラマの撮影を終えて上海から帰国、当番組出演の為に成田空港から都内のラジオ貸しスタジオへの移動中だったため、番組冒頭はオクラホマが単独で進行。15時7分に電話で大泉が登場し、貸しスタジオ到着後はそのまま電話で喋りながらまずトイレに入り、その後ようやくスタジオに入りマイクに向かって喋るという珍事も起きた。
- ものまねレパートリー
2007年2月4日の放送で、当時Wikipediaの大泉洋項にあった"ものまねのレパートリー"を実際にものまねした。その際「鳥」「猿」「ダニエル・カール」「金子信雄」ができないことが分かり、大泉は「消してください」と発言し実際に削除された。また「かとうれいこ」は「かとうれいこのものまねをする安田顕」のものまねであり変則的のため削除、得意のものまね「刑事コロンボ」は入っていなかったため追加されている。
- バナナマンとの抗争
2007年12月、バナナマンの設楽統と互いの番組（大泉は本番組、設楽は『バナナマンのバナナムーン』）を通しての舌戦が始まる。『バナナマンのバナナムーン』での設楽の「大泉って不細工でしょ」という発言に端を発し、それぞれの番組内で相手の悪口を言い合うという展開になる。最後は大泉が『バナナマンのバナナムーン』に出演するが、吉原の女性の判定で設楽が勝利となった事に怒り「死ね！」と吐き捨てて去るという幕引きで終わってしまう。
- 藤尾大遅刻事件
2011年1月23日の放送はHBCでの収録であったが、藤尾が時間になってもHBCに現れないという事態となった。通常なら収録前に連絡を取り、藤尾が来るまで待つのだが、そのまま藤尾不在のまま収録スタート。藤尾の携帯電話に電話をすると宮越屋（札幌に存在する喫茶店チェーン）で暢気にお茶をしており、『サンデー』の収録があることすら知らない状態だった（マネージャーとのメールの連絡ミスによる）。その後、藤尾が合流し収録が再開。罰としてその回で行われた「新春すごろく大会」で藤尾が酷い目に遭うマスが大幅に増やされることとなった。
- オクラホマ欠席
2011年1月30日の放送は大泉とオクラホマのスケジュールが合わなかったためオクラホマは欠席し、藤尾は『イチオシ!』（HTB）の取材先から、河野は『森崎博之のあぐり王国北海道』（HBC）のロケの帰りのバスから電話で出演した。
- 大泉ウンコ事件
2012年1月8日の放送は生放送であったが、番組開始直前に大泉がスタジオからいなくなる、という事態が発生した。そのためタイトルコールは藤尾が行った。その後大泉は7分後に復帰、またトイレで大便をしていたことが発覚し、オクラホマの2人やリスナーから糾弾を受けたが、大泉は「通常回よりも盛り上がっている」と発言、それに対して賛否両論が巻き起こった（また、藤尾がタイトルコールを行ったことに対してもリスナーから批判が相次いだ）。番組の最後には所属事務所の副社長である鈴井亜由美からのお叱りのメールが届いた。
- 炭酸水爆発事件
2012年2月19日の放送で、オープニングコールをし、オープニングテーマが流れている時に大泉が炭酸水を飲もうとペットボトルを開栓したところ、炭酸ガスが爆発し、水が大量に噴き出す事態が発生。これに驚いた藤尾が自分のコーヒーをテーブルの上にこぼし、オープニングからスタジオは大混乱となった。大泉のマネージャー(たけし)が炭酸水のペットボトルを持ち歩く時に振り回していたことが原因であった。
- 放送事故
2012年6月3日の放送中、収録であったが機械の故障により番組が途中から無音状態になり中断。数分後に再開されるがオープニングからの放送になり、番組中にアナウンサーが謝罪。この放送分は6月9日の22時30分より『ラジ魂!』を短縮した上で再放送された。
- 真夜中のあすぴりん事件
2013年4月7日の放送には大泉の北海学園大学の同級生で、元劇団イナダ組の江田由紀浩がゲスト出演した。江田が担当するHBCラジオの深夜番組『真夜中のあすぴりん』にお便りが全く来ないと嘆いたがそれもそのはず、担当Dのジーコ氏家がメールアドレスを総務に申請していないため、番組にメールアドレスがなかったからだった。タイムテーブルの扱いも非常に悪く、編成部も番組の存在に気付かないほどだった。この件でジーコに対する批判が集中した。この暴露を機に「あすぴりん」にもメールアドレスが付けられることになった。
- オクラホマに対するドッキリ
大泉は番組内でオクラホマに対するドッキリをしかけることがある。以下はその一例。
  - 風邪気味の大泉がオクラホマに風邪をうつそうとする。
  - 番組内で曲がかかっている間にトイレに行ったオクラホマ。それに対して曲を予定より早く切り上げ、オクラホマが番組中にトイレに行ったことをあげつらう。
  - 二元放送の際、番組前の打合せしているオクラホマをこっそりモニタリングし、その途中で話しかけて邪魔をする。